# Young Artist Awards 2016
37. ročník udílení cen Young Artist Awards 2016 se konal dne 13. března 2016 ve Sportsmen's Lodge ve Studio City v Kalifornii. Ceny byly předány mladým hercům a herečkám ve věku 5 až 21 let v oblasti filmu, televize, divadla a internetu za kalendářní rok 2015.

## Vítězové a nominovaní

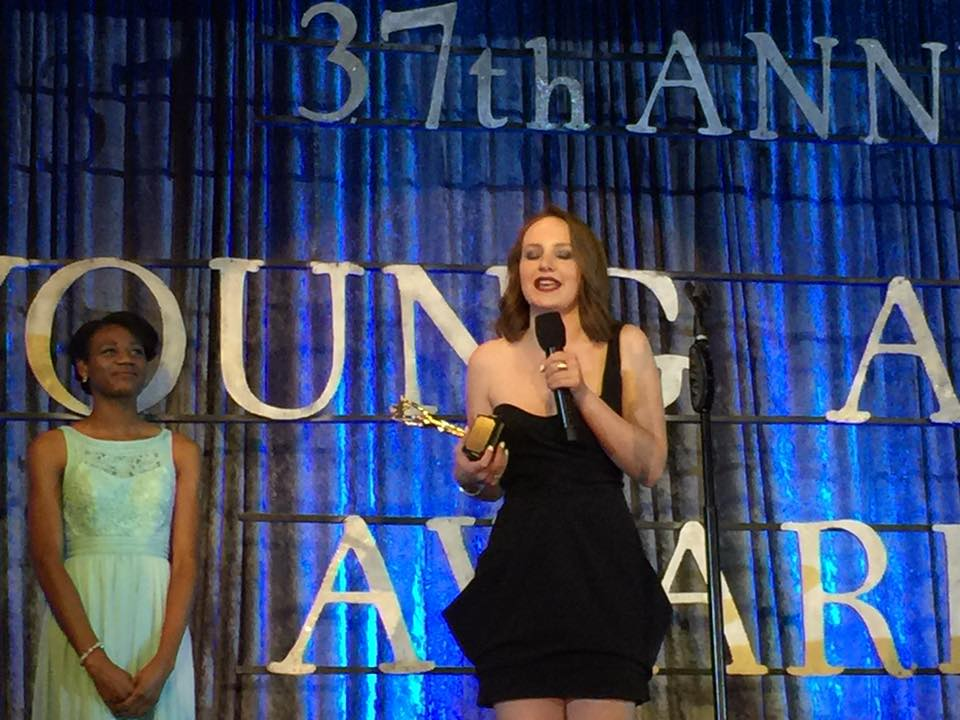
Mandalynn Carlson při přebírání ceny v kategorii nejlepší herecký výkon ve filmu na DVD za A Horse For Summer (pozn. ten večer si také odnesla cenu za její výkon v seriálu Chirurgové)

### Film
| Nejlepší herec v hlavní roli (10 let a méně) | Nejlepší herečka v hlavní roli (11–13 let) |
| --- | --- |
| Jared Breeze – The Boy - Carsen Warner – Lovesick - Jacob Tremblay – Room - Jakob Salvati – Little Boy - Kyle Catlett – The Young and Prodigious T.S. Spivet                                                                                  | Quinn McColgan – Zánik - Ivy George – Paranormal Activity: The Ghost Dimension - Kaitlin Cheung – Where Love Found Me - Katelyn Mager – Charlottina píseň - Kennedi Clements – Poltergeist - Zoe Fraser – Bark Ranger |
| Nejlepší herec v hlavní roli (11–13 let) | Nejlepší herečka v hlavní roli (14–21 let) |
| Steele Stebbins – Bláznivá dovolená - Emjay Anthony – Krampus: Táhni k čertu - Joshua Rush – Bod zlomu - Levi Miller – Pan - Onni Tommila – Sejmi prezidenta - Ty Simpkins – Jurský svět                                                      | Liv Southard – Breaking Legs - Abigail Breslin – Maggie - Chanel Marriott – Alison's Choice - Elle Fanning – Trumbo - Odeya Rush – Husí kůže - Olivia DeJonge – The Visit                                             |
| Nejlepší herec v hlavní roli (14–21 let) | Nejlepší herečka ve vedlejší roli (13 let a méně) |
| 'Michael Grant – Jak roste naděje - Abraham Attah – Bestie bez vlasti - Josh Wiggins – Hrdina Max | Isabella Crovetti – Joy - Giselle Eisenberg – Druhá míza - Hannah Alligood – Papírová města - Isabella Kai Rice – Jem and the Holograms - Ripley Sobo – Steve Jobs                                                    |
| Nejlepší herec ve vedlejší roli (13 let a méně) | Nejlepší herečka ve vedlejší roli (14–21 let) |
| Aiden Lovekamp – Tah pěšcem - Christian Isaiah – Ambivalent Hope: A Gun and a Prayer - Jack Fulton – Brána temnoty - Jet Jurgensmeyer – Woodlawn - Kyle Catlett – Poltergeist - Milo Parker – Mr. Holmes - Tate Berney – Insidious 3: Počátek | Niamh Wilson – The Young and Prodigious T.S. Spivet - Bella Thorne – The DUFF - Saxon Sharbino – Poltergeist |
| Nejlepší herec ve vedlejší roli (14–21 let) | |
| Forrest Goodluck – Revenant Zmrtvýchvstání - Jacob Lofland – Labyrint: Zkoušky ohněm - Tom Holland – V srdci moře - Zach Louis – Marshall's Miracle                                                                                           | |

### Krátkometrážní film
| Nejlepší herec (10 let a méně) | Nejlepší herečka (10 let a méně) |
| --- | --- |
| Michael Berthold – Billy the Fetus - Joshua Kaufman – Have You Seen Calvin? - Sean Quan – Mattress                                                             | Savannah Liles – Big Sister - Allison Augustin – Muna – Strážce měsíce - Carissa Bazler – The Grim Reaper's Daughter - Kacey Fifield – The Lemonade Wars - Kelea Skelton – Mermaid - Maia Costea – The Candy Girl - Mila Brener – Superkid |
| Nejlepší herec (11–13 let) | Nejlepší herečka (11–13 let) |
| Jakob Wedel – Real Boy - Logan Reinhart – Christine - Nicholas Neve – Standing Up                                                                              | Keely Wilson – Until Tomorrow - Isabella Bazler – Recovery - Katelyn Mager – Date-O-Phobe - Molly Jackson – Penny for Your Thoughts |
| Nejlepší herec (14–21 let) | Nejlepší herečka (14–21 let) |
| Robin de Zwart – Circular - Adam Murciano – Nicholas & the Poet - Connor Long – Menschen - Daniel Rövira – Imagination of Young - Joshua Costea – Date-O-Phobe | Megan Ashley Brown – Until Tomorrow - Cassidy Mack – Two Secrets - Jolie Vanier – Miscomunication - Rachel Durose – The Deepest Cut - Tiffany Dion – Dragon Child                                                                          |

### Televize
| Nejlepší herec (13 let a méně) | Nejlepší herečka (13 let a méně) |
| --- | --- |
| Sloane Morgan Siegel – Gortimer Gibbon's Life on Normal Street - Gabe Eggerling – The Kicks - Hunter Fischer – The Midnight Anthology - Jake Goodman – Max and Shred - Jude Wright – Spy - Pierce Gagnon – Extant - Sean Michael Kyer – Zvláštní skvadra                                                                                               | Layla Crawford – The First Family - Madison Ferguson – The Stanley Dynamic - Olivia Sanabia – Just Add Magic |
| Nejlepší herec (14–21 let) | Nejlepší herečka (14–21 let) |
| Rhys Matthew Bond – Ties That Bind - Jadiel Dowlin – Anna a droidi - Kolton Stewart – Some Assembly Required - Marcus Scribner – Black-ish - Ryan Cargill – Akademie kouzel - Sean Giambrone – Goldbergovi | Johnnie Ladd – Table 58 - Emilia McCarthy – Max and Shred - Mika Abdalla – Projekt Mc² - Paris Smith – Čarodějka každým coulem |
| Nejlepší herec ve vedlejší roli | Nejlepší herečka ve vedlejší roli |
| Miles Brown – Black-ish - Albert Tsai – Dr. Ken - Graham Verchere – Bylo, nebylo - Ian Chen – Huangovi v Americe | Marsai Martin – Black-ish - Adrianna Di Liello – Anna a droidi - Genneya Walton – Projekt Mc² - Kylie Rogers – The Whispers - Victoria Vida – Projekt Mc² - Ysa Penarejo – Projekt Mc² |
| Nejlepší herec v hostující roli (10 let a méně) | Nejlepší herečka v hostující roli (10 let a méně) |
| Samuel Faraci – Nemocnice Hope - Elisha Henig – Kriminálka: Oddělení kybernetiky - Jack McGraw – Workaholics - Keith L. Williams – Goldbergovi - Madison Rojas – Jane the Virgin - Zachary Haven – Pokrevní příbuzní | Mila Brener – Mutt & Stuff - Gracyn Shinyei – Lovci duchů - Laya DeLeon Hayes – Hathawayovi a duchové - Siena Agudong – Nicky, Ricky, Dicky a Dawn |
| Nejlepší herec v hostující roli (11–13 let) | Nejlepší herečka v hostující roli (11–13 let) |
| Graham Verchere – Impastor - Logan Guleff – MasterChef Junior - Trevor Larcom – Tým Škorpion | Piper Madison – 100 věcí, které byste měli udělat před střední - Laura Krystine – Huangovi v Americe - Zoe Fraser – Případy detektiva Murdocha |
| Nejlepší herec v hostující roli (14–21 let) | Nejlepší herečka v hostující roli (14–21 let) |
| Christian Hutcherson – Survivor's Remorse - Jake Elliott – Noční směna - Zach Callison – Henry Nebezpečný | Mandalynn Carlson – Chirurgové - Brielle Barbusca – Sběratelé kostí - Danika Yarosh – Zákon a pořádek: Útvar pro zvláštní oběti - Ekeme Ekanem – Married - Leah Lewis – Průvodce všehoschopného hráče - Lexi DiBenedetto – Mámou přes noc - Madison Grace – Zákon a pořádek: Útvar pro zvláštní oběti - Stephanie Katherine Grant – Survivor's Remorse                                                             |
| Nejlepší herec ve vedlejší roli (13 let a méně) | Nejlepší herečka ve vedlejší roli (13 let a méně) |
| Rio Mangini – Bella a buldoci - Elisha Henig – Nicky, Ricky, Dicky a Dawn - Jordan Poole – Mr. D - Major Dodson – Živí mrtví - Steele Stebbins – Crazy Ex-Girlfriend - Tate Yap – Zvláštní skvadra - Thomas Barbusca – American Horror Story "Hotel" - Trevor Larcom – Temný případ                                                                    | Laura Krystine – 100 věcí, které byste měli udělat před střední - Brooklyn Rae Silzer – General Hospital - Gabrielle Trudel – Městečko Haven - Kassidy Mattera – Mr. D - McKenna Roberts – Mladí a neklidní - Peyton Kennedy – Zvláštní skvadra - Sunnie Pelant – Sběratelé kostí |
| Nejlepší herec ve vedlejší roli (14–21 let) | Nejlepší herečka ve vedlejší roli (14–21 let) |
| Matt Cornett – Bella a buldoci - Joey Luthman – General Hospital - Myles Erlick – The Next Step - Nicolas Fontaine – 30 Vies - Quinn Lord – The Man in the High Castle - Richard Walters – Degrassi: The Next Generation | Luna Blaise – Huangovi v Americe - Emily Robinson – Transparent - Katelyn Nacon – Živí mrtví - Madison Lintz – Bosch - Maureen Adelson – 30 Vies - Olivia Steele Falconer – Bylo, nebylo - Stephanie Janusauskas – This Life |
| Nejlepší herecký výkon v TV reklamě | Nejlepší obsazení |
| Christian Ganiere – Subaru Jr. Driver - Thomas Barbusca – Geico Peter Pan Reunion - Alyssa Cross – HSBC Bank The Invitation - Logan Guleff – Olive Garden Appetizer - Olivia Sanabia – Dairy Queen Rolo Minis Blizzard - Thunder Squad Drumline – ESPN Black History Lead Commercial - Keith L Williams – Chex Fort Green Sheets vs Castle Brave Storm | Huangovi v Americe – Hudson Yang, Forrest Wheeler a Ian Chen - Black-ish – Marcus Scribner, Yara Shahidi, Miles Brown a Marsai Martin - Nicky, Ricky, Dicky a Dawn – Lizzy Greene, Aidan Gallagher, Casey Simpson a Mace Coronel - Zvláštní skvadra – Dalila Bela, Filip Geljo, Millie Davis a Sean Michael Kyer - The Fosters – Hayden Byerly, Jake T. Austin a Gavin MacIntosh                                   |
| Nejlepší herec v TV filmu, minisérii, TV pilotu nebo pilotním dílu | Nejlepší herečka v TV filmu, minisérii, TV pilotu nebo pilotním dílu |
| Forrest Deal – Dolly Parton's Coat of Many Colors - Dalton Cyr – A History of Radness - Graham Verchere – Dokonalé protiklady - Isaak Presley – A History of Radness - Khalid Alzouma – The Slap - Kolton Stewart – Angels in the Snow - Owen Tanzer – The Slap - Rio Mangini – Bláznivá plavba - Tate Berney – Správná holka                          | Nicole Samantha Huff – Degrassi: Don’t Look Back - Cecilia Balagot – A History of Radness - Genea Charpentier – Run for Your Life - Hannah Cheramy – October Kiss - Peyton Kennedy – Murdoch Mysteries: A Merry Murdoch Christmas - Savannah McReynolds – By God’s Grace - Marlhy Murphy – A History of Radness - Jordyn Ashley Olson – The Unauthorized Full House Story - Danika Yarosh – Hrdinové: Znovuzrození |

### Dabing
| Nejlepší herec (11 let a méně) | Nejlepší herečka (11 let a méně) |
| --- | --- |
| Zachary Haven – Pearly Gates - Devan Cohen – Tlapková patrola - Gabe Eggerling – Die drei Räuber - Jaxon Mercey – Daniel Tiger's Neighborhood - Jet Jurgensmeyer – Podvodníčci                             | Ava Priestley – Wishenpoof! - Brooke Wolloff – Tumble Leaf - Chelsea Miller – Barbie: Psí dobrodružství - Darielle Stewart – Pelíškov: Příběhy palácových mazlíčků - Isabella Crovetti – Shimmer a Shine - Laya DeLeon Hayes – Doktorka Plyšáková - Nicole Taylor Wedel – Hervey Zobák |
| Nejlepší herec (12–21 let) | Nejlepší herečka (12–21 let) |
| Graham Verchere – My Little Pony: Přátelství je magické - Elijha Hammill – Tlapková patrola - Marcus Scribner – Hodný dinosaurus - Reese Hartwig – Tom a Jerry: Špionská mise - Zac McDowell – Tumble Leaf | Kaitlyn Dias – V hlavě - Addison Holley – Wishenpoof! - Amariah Faulkner – Assassin's Creed Syndicate - Bailey Gambertoglio – Podvodníčci - Hannah Swain – Ruff-Ruff Tweet a Dave - Hope Cassandra – Wishenpoof! - Nicole Tompkins – Antboy: Pomsta rudé fúrie                         |

### Film na DVD
| Nejlepší herec                                                                         | Nejlepší herečka |
| -------------------------------------------------------------------------------------- | --- |
| Toby Nichols – Chasing Ghosts - John Paul Ruttan – Shelby - Will Spencer – Ghost Squad | Mandalynn Carlson – A Horse for Summer - Annabelle Roberts – Further Instructions - Cassidy Mack – Zoey to the Max - Laci Kay – Midlife |

### Internet
| Nejlepší herec | Nejlepší herečka |
| --- | --- |
| Brice Fisher – Between 2 Phat Kids - Christian Ganiere – Reaper Tales - Lucas Barker – Dogs & Me - Max Geschwind – WeHo Politics with Max Geschwind - Noah Schnacky – HitStreak | Mila Brener – Hopeless Bromantic - Amanda Buhs – The Deadersons - Elise Luthman – Short Girls Club - Kacey Fifield – Clique Wars - Molly Jackson – The Magnificent Life of Meg - Taylor Blackwell – Tweet: The Series - Tori Griffith – The Fergusons |
| Nejlepší obsazení: internet/VOD | |
| A History of Radness – Marlhy Murphy, Isaak Presley, Cecilia Balagot a Dalton Cyr - Anna a droidi – Addison Holley, Jadiel Dowlin, Adrianna Di Liello a Millie Davis - Blooob – Justin Galluccio a Zane Huett - Gortimer Gibbon's Life on Normal Street – Sloane Morgan Siegel, Drew Justice a Ashley Boettcher - Projekt Mc² – Mika Abdalla, Ysa Penarejo, Victoria Vida a Genneya Walton | |

### Divadlo
| Nejlepší herec | Nejlepší herečka |
| --- | --- |
| Exodus Lale – Lví král - Mathew Edmondson – Muzikál ze střední - Julien Hicks – The Singing Butler - Gavin Morales – Right Behind You - Matthew Nardozzi – Irving Berlin and Co. - Carson Reaume – The Heart of Robin Hood - Valin Shinyei – A Christmas Story-The Musical | Eva de Zwart – The Velveteen Rabbit - Abigail Wolff – Leading Ladies - Anna Claire Bartlam – Bílé Vánoce - Courtney Lynne Coleman – The Backdoor Draft Improv Group - Madeline Lupi – Mother Goosed - Samantha Hodges - Sydney Mikayla – Pino, A Pinocchio Story |